# St. Laurentius (Frankenhofen)

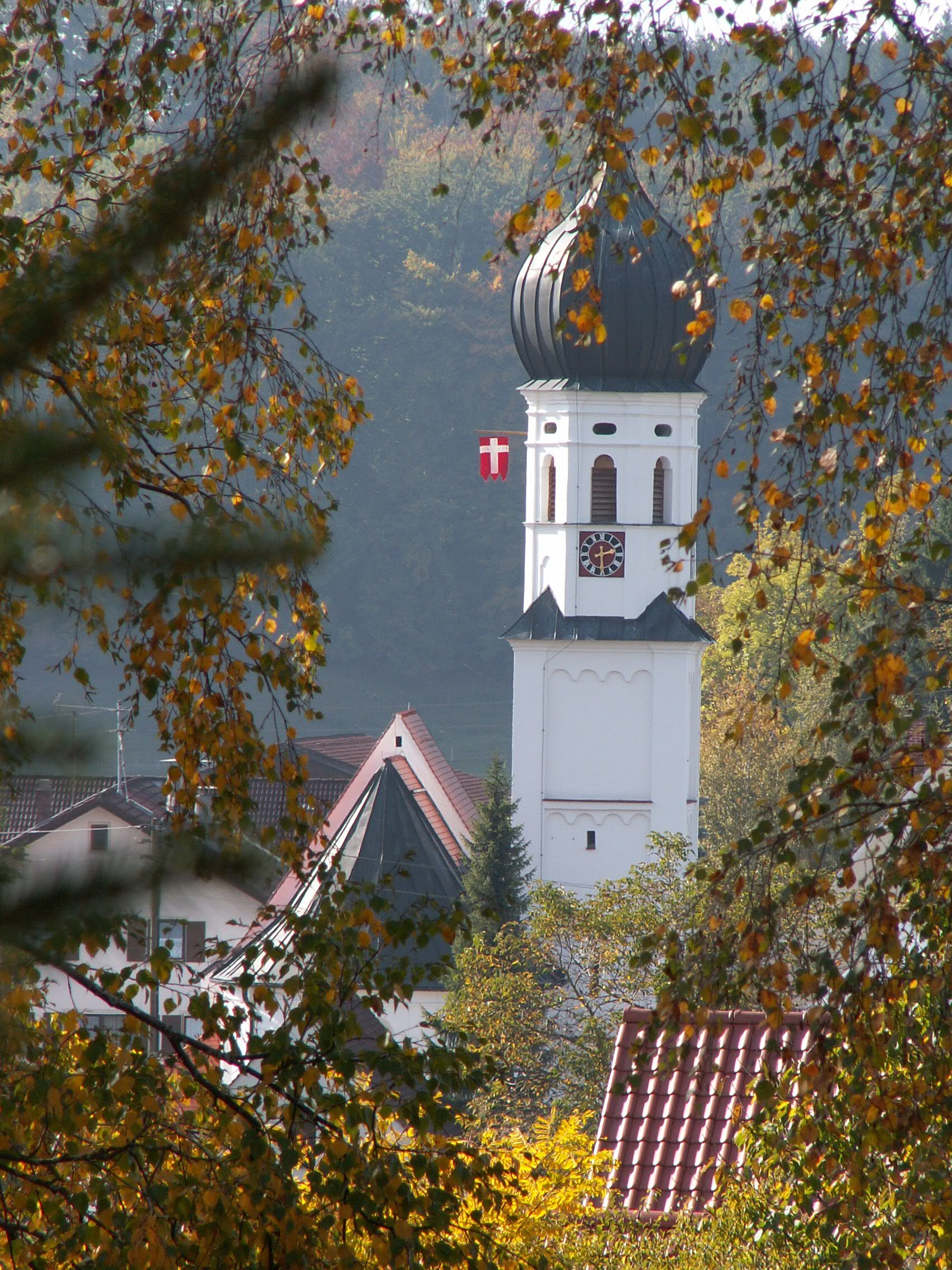
St. Laurentius in Frankenhofen

St. Laurentius ist eine römisch-katholische Pfarrkirche in Frankenhofen, einem Gemeindeteil des Marktes Kaltental im schwäbischen Landkreis Ostallgäu inn Bayern. Das denkmalgeschützte Bauwerk ist in der Liste der Baudenkmäler in Kaltental unter der Nr. D-7-77-141-18 eingetragen. Die Kirche mit den Schutzpatronen Laurentius von Rom und Agatha von Catania gehört zum Dekanat Kaufbeuren des Bistums Augsburg.

## Beschreibung
Die Saalkirche besteht aus einem Langhaus mit drei Jochen, einem eingezogenen, halbrund geschlossenen Chor im Osten und einem Chorflankenturm auf quadratischem Grundriss an der Nordwand und der Sakristei an der Südwand des Chors. Das Langhaus und die vier unteren Geschosse des Chorflankenturms wurden 1488 errichtet, der Chor 1718/20, als der Chorflankenturm mit zwei achteckigen Geschossen, die den Glockenstuhl mit vier Kirchenglocken und die Turmuhr enthält, aufgestockt und mit einer Zwiebelhaube bedeckt wurde.
Der Innenraum des Langhauses ist mit einem Stichkappengewölbe überspannt. Die meisten Bilder wurden 1939 von Otto Pöppel erneuert. Auf den Durchgängen seitlich des Hochaltars befinden sich Porträts vom Salvator mundi und von Maria. Die Orgel wurde von Balthasar Pröbstl gebaut.